# Bitcoin Cash
Bitcoin Cash (BCH) es una criptomoneda y proyecto de código abierto que tiene su origen en una ramificación de la red de Bitcoin (BTC) del 1 de agosto de 2017. De acuerdo a sus simpatizantes su objetivo es continuar con la visión del creador del protocolo Bitcoin (Satoshi Nakamoto) de un sistema de efectivo electrónico peer-to-peer  tomando como referencia el documento técnico y las intervenciones públicas de dicho autor en foros y listas de correo.
Su comunidad enfatiza el carácter de medio de intercambio de la moneda, y así también la necesidad de una red escalable que satisfaga una demanda creciente con independencia a soluciones complementarias de segunda capa como cadenas laterales, canales de pago como Lightning Network, u otros sistemas con contabilidad externa a la cadena de bloques.
Algunas de las características de Bitcoin Cash (BCH) son:
- Un estándar nativo de tokens denominado CashTokens, cuyas transacciones son validadas por los mineros de la misma forma en la que se validan las transacciones comunes de Bitcoin Cash (BCH).[5][6]
- Un tamaño de bloques dinámico determinado por un algoritmo denominado "Adaptative Blocksize Limit Algorithm" (ABLA). A diferencia de Bitcoin (BTC), que mantiene un límite máximo de 1 MB Bitcoin Cash (BCH) cuenta con un límite ajustable que responde a la demanda haciendo un seguimiento de la actividad de la blockchain cuyo valor mínimo es de 32 MB.[7][8][9]
- Utiliza un formato de direcciones denominado CashAddress, aunque sigue siendo compatible con el formato de direcciones antiguo que comparte con Bitcoin (BTC).[10][11]
- No implementa SegWit, un esquema de transacciones adoptado por Bitcoin (BTC) en 2017, ni su extensión Taproot, adoptada en 2021.[12][4]

## Comercio y uso
Se negocia en los intercambios de divisas digitales utilizando el nombre "Bitcoin Cash" y el código de moneda "BCH". Se encuentra disponible en las principales plataformas de compra y venta de criptomonedas, entre las cuales se pueden mencionar: Binance, Bittrex, Kraken, Huobi, CoinEx, Sideshift, Changelly, Shapeshift, Bithumb, Coinbase, Kucoin, Change Now, Bitstamp,OKX, Uphold y AirTM. También es aceptada en pasarelas de pago como BitPay, Coinify  y Rocketr.
Cuenta con un creciente ecosistema DeFi que incluye exchanges descentralizados como Cauldron DEX y TapSwap, monedas estables sobrecolateralizadas como MoriaUSD (MUSD),  trading con apalancamiento como BCH Bull,  financiación colectiva sin custodia como Flipstarter,  la integración de Wallet Connect en carteras como Cashonize, Selene Wallet, Paytaca y Zapit, lenguajes de alto nivel como CashScript,  entre otras plataformas y aplicaciones como Unspent Cash, Badgers Cash, CashTokens Studio. 

## Resumen histórico

### Antecedentes de Bitcoin Cash

#### Creación de la red Bitcoin
- El 1 de noviembre de 2008 es publicado en la lista de correo sobre criptografía de metzdowd.com un mensaje firmado por Satoshi Nakamoto[23][24][25] en el que se describe «un nuevo sistema de efectivo electrónico totalmente peer-to-peer y que no está basado en terceros de confianza», el cual es explicado con más profundidad en el un documento técnico «Bitcoin: un sistema de efectivo electrónico peer-to-peer».[26][27][28][29] La primera red peer-to-peer basada en este protocolo entra en funcionamiento el 3 de enero de 2009 bajo el nombre de Bitcoin (BTC). El primer bloque de bitcoin (conocido como el bloque de génesis) fue minado por el propio Satoshi Nakamoto.[30]

#### Desacuerdos en la comunidad de Bitcoin
La existencia de Bitcoin Cash (BCH) es fruto de un prolongado desacuerdo entre 2015 y 2017 en el seno de la comunidad de Bitcoin (BTC) sobre cómo escalar adecuadamente el sistema peer-to-peer denominado "Bitcoin" hasta ese momento. Algunos de los tópicos contenciosos fueron: 
- La negativa de los desarrolladores del cliente Bitcoin Core a elevar el límite máximo del tamaño de los bloques de 1 MB, en un contexto de escasez de espacio y creciente actividad que afectaba las tarifas de transacción.
- La introducción de la característica "Replace by Fee" (RBF) y su impacto negativo en la seguridad de las transacciones sin confirmar (0-conf).
- La introducción del esquema de transacciones SegWit, así como el despliegue de la Bifurcación Blanda Activada por el Usuario (UASF) "BIP148", que planteaba forzar la activación de SegWit mediante la amenaza de descartar bloques válidos de mineros que no votaran a favor.

### Lanzamiento de la red Bitcoin Cash
El  1 de agosto de 2017 fue ejecutada una división de la red Bitcoin (BTC) (programada para llevarse a cabo justo antes de la activación de BIP148) que dio origen a Bitcoin Cash (BCH) como una criptomoneda descentralizada independiente. La división de la red ocurrió justo después de haberse minado el bloque número 478558 de Bitcoin (BTC), último que sería idéntico en los registros contables de ambas redes. Desde ese primer momento la red peer-to-peer de Bitcoin Cash (BCH) soportaba el procesamiento de bloques de transacciones a 8 MB, aunque luego este límite sería nuevamente elevado. Adicionalmente estrenó un nuevo algoritmo de minado denominado Ajuste de la Dificultad de Emergencia (EDA) y removió la característica Replace By Fee (RBF) del código de sus clientes. Todos los usuarios que tenían bitcoins al momento de la división entre Bitcoin y Bitcoin Cash vieron reflejado dicho saldo en ambas redes.

### Actualizaciones del protocolo
Desde su lanzamiento en agosto de 2017, la red de Bitcoin Cash ha recibido actualizaciones anuales con mejoras de escalabilidad, seguridad y funcionalidad:
- 13 de noviembre de 2017: se reemplaza el algoritmo de ajuste de dificultad de emergencia (EDA) por uno mejorado denominado simplemente Algoritmo de Ajuste de Dificultad (DAA).[39][40]

- 9 de enero de 2018: se habilita un formato nativo de direcciones popularmente conocido como CashAddress propuesto por el desarrollador líder del cliente Bitcoin ABC, Amaury Séchet.[41]

- 15 de mayo de 2018: se eleva el techo máximo de los bloques a 32 MB, se reactivan algunos de los códigos de operación (desactivados por Bitcoin Core) y se aumenta el tamaño máximo de datos del campo OP_RETURN.[7]
- 15 de noviembre de 2018: se implementa "Canonical Transaction Ordering" (CTOR) y se habilitan dos nuevos códigos operativos (CHECKDATASIG y CHECKDATASIGVERIFY) en el script de Bitcoin Cash.[42]
- 15 de mayo de 2019: se habilita el uso de firmas Schnorr (haciéndolo compatible con los códigos operacionales OP_CHECKSIG y OP_CHEKDATASIG)[43][44][45] y se agrega una excepción a la regla CLEANSTACK para permitir recuperar fondos SegWit.[46]
- 15 de noviembre de 2019: se habilita la compatibilidad entre el uso de firmas Schnorr y los códigos operacionales OP_CHEKMULTISIG y OP_CHECKMULTISIG(VERIFY)[47] y se agrega la regla llamada MINIMALDATA [48] la cual elimina el vector de maleabilidad de BIP 62 y securiza la mayoría de las transacciones en ese sentido (incluyendo todas las transacciones P2PKH, es decir, el tipo más usado).[49][50]
- 15 de mayo de 2020: se aumenta el límite de transacciones no confirmadas encadenadas de 25 a 50, se reemplaza la aplicación de los límites de SigOps por un nuevo sistema llamado SigChecks y se agrega el código operacional OP_REVERSEBYTES.[51]
- 15 de noviembre de 2020: se reemplaza el algoritmo de ajuste de dificultad por uno denominado aserti3-2d para reducir la varianza del tiempo entre los bloques.[52]
- 15 de mayo de 2021: se elimina el límite de transacciones encadenadas no confirmadas y se permiten múltiples salidas OP_RETURN en una transacción.[53]

- 15 de mayo de 2022: se amplía el rango aritmético de Script («Bigger Script Integers») y se añaden los «Native Introspection Opcodes».[56]

- 15 de mayo de 2023: se activa CashTokens, se restringe la versión y el tamaño mínimo de las transacciones y se introduce la dirección P2SH32.[57]

- 15 de mayo de 2024: entra en vigor el «Adaptive Blocksize Limit Algorithm» (ABLA), que ajusta automáticamente el límite máximo del tamaño de bloque según la utilización de la red.[58]

- 15 de mayo de 2025: se aplican los «Targeted VM Limits» y se incorpora la aritmética de alta precisión BigInt para contratos.[61]

## Apoyos notables
Entre los simpatizantes tempranos de Bitcoin Cash (BCH) se incluyen el inversor Roger Ver, apodado "el Jesús del Bitcoin" por su papel como el primer inversor ángel en proyectos empresariales relacionados con Bitcoin, el creador del primer antivirus de la historia, John Mcafee,  el programador Gavin Andresen,  y el fundador, líder y presidente del Partido Pirata de Suecia, Rick Falkvinge.
Más recientemente, el empresario, activista finlandés-alemán, y creador de Megaupload, Kim Dotcom, se ha vuelto un partidario muy vocal de la criptomoneda, llegando a publicar y mantener el portal "whybitcoincash.com" en favor de su uso.

## Anexos
- Anexo: Controversias en torno a Bitcoin Cash
- Anexo: Problema de escalabilidad de Bitcoin